# Đào Trọng Thi
Đào Trọng Thi là một Giáo sư Toán học đồng thời là một chính trị gia Việt Nam, nguyên Giám đốc Đại học Quốc gia Hà Nội. Ông từng là Ủy viên Ban Chấp hành Trung ương Đảng Cộng sản Việt Nam khóa VIII, IX, X,XI Ủy viên Ban Thường vụ Quốc hội nước CHXHCN Việt Nam các khóa XI và XII, Đại biểu Quốc hội nước CHXHCN Việt Nam các khóa XI và XII TP.Hà Nội, Chủ tịch Hội hữu nghị Việt - Nga.

## Tiểu sử và quá trình công tác
Đào Trọng Thi sinh ngày 23 tháng 3, năm 1951 tại Tân Hiệp, Yên Thế,Bắc Giang. Ông thuộc dòng tộc Đào Trọng ở xã Cổ Am, huyện Vĩnh Bảo, TP. Hải Phòng một dòng họ hiếu học và có nhiều người đỗ đạt, giữ các chức vụ cao trong các triều đại phong kiến Việt Nam xưa như: Cụ Đào Trọng Thiều giữ chức hàn lâm viện thị độc học sĩ, cụ Đào Trọng Kinh giữ chức huấn đạo trung thuận đại phu, cụ Đào Trọng Kỳ giữ chức Tổng đốc Hà Nội, Nam Định, Hiệp biên đại học sĩ...
Năm 1954, ông cùng gia đình về thủ đô Hà Nội. Ông thi đỗ và học tại lớp toán đặc biệt của trường Đại học Tổng hợp Hà Nội (là tiền thân của Trường Trung học phổ thông chuyên Khoa học Tự nhiên) năm 1965. Năm 1968, ông đoạt giải III kì thi học sinh giỏi Toán toàn miền Bắc Việt Nam (nay là Kỳ thi chọn học sinh giỏi quốc gia trung học phổ thông Việt Nam), sau đó tốt nghiệp phổ thông loại xuất sắc và được cử đi học đại học ở Liên Xô.
Từ năm 1970 đến 1974, Đào Trọng Thi học đại học tại Khoa Toán - Cơ, trường Đại học Tổng Hợp Lomonosov - Nga. Sau khi tốt nghiệp đại học, ông tiếp tục làm nghiên cứu sinh tại đây. Năm 1977 ông bảo vệ thành công luận án tiến sĩ tại trường Đại học Tổng hợp Lomonosov.
Sau khi bảo vệ luận án tiến sĩ, Đào Trọng Thi về nước làm giảng viên khoa Toán - Cơ, trường Đại học Tổng hợp Hà Nội (nay là trường Đại học Khoa học Tự nhiên, Đại học Quốc gia Hà Nội). Trong thời gian này ông được bổ nhiệm làm Chủ nhiệm Bộ môn Hình học - Tô pô - Đại số của khoa Toán - Cơ năm 1979. Đến năm 1982, Đào Trọng Thi đi làm nghiên cứu sinh cao cấp tại trường Đại học Tổng hợp Lomonosov. Năm 1984 ông bảo vệ thành công luận án tiến sĩ khoa học tại trường Đại học Tổng hợp Lomonosov. Sau khi bảo vệ xong luận án ông trở về nước tiếp tục công tác tại khoa Toán - Cơ, trường Đại học Tổng hợp Hà Nội.
Năm 1989, Đào Trọng Thi đảm nhiệm chức vụ Chủ nhiệm Khoa Sau đại học, Trường Đại học Tổng hợp Hà Nội. Ông được đặc cách phong học hàm Giáo sư (không qua Phó giáo sư) và trở thành một trong những giáo sư trẻ nhất của ngành Toán học và của giới khoa học Việt Nam lúc đó vào năm 1991.
Năm 1992, Đào Trọng Thi được bổ nhiệm giữ chức vụ Hiệu trưởng Trường Đại học Tổng hợp Hà Nội - trường đại học lớn nhất Việt Nam lúc bấy giờ. Khi Đại học Quốc gia Hà Nội được thành lập theo quyết định của Thủ tướng Võ Văn Kiệt vào năm 1993, ông được phân công giữ chức vụ Phó giám đốc Đại học Quốc gia Hà Nội kiêm Hiệu trưởng Trường Đại học Khoa học Tự nhiên.
Năm 1996, tại Đại hội Đảng Cộng sản Việt Nam VIII, ông được bầu vào Ban chấp hành Trung ương Đảng Cộng sản Việt Nam.  Năm 2001 ông được bổ nhiệm làm Giám đốc Đại học Quốc gia Hà Nội. Ngày 12 tháng 11 năm 2006 ông được bầu làm Chủ tịch Hội hữu nghị Việt - Nga. Ngày 23 tháng 7 năm 2007 ông được bổ nhiệm giữ chức vụ Chủ nhiệm Ủy ban Văn hóa - Giáo dục - Thanh niên - Thiếu niên và nhi đồng của Quốc hội nước CHXHCN Việt Nam. Ngày 16 tháng 10 năm 2007 ông hết nhiệm kì Giám đốc Đại học Quốc gia Hà Nội.
.
Tháng 4 năm 2016, ông hết nhiệm kì làm Chủ nhiệm Ủy ban Văn hóa - Giáo dục - Thanh niên - Thiếu niên và nhi đồng của Quốc hội.

## Công trình khoa học
Ông công bố khoảng 26 công trình khoa học (theo thống kê của MathSciNet, Hội Toán học Hoa Kỳ) và là tác giả của sách chuyên khảo sau
- Đào Trọng Thi; Fomenko, A. T. Minimal surfaces, stratified multivarifolds, and the Plateau problem. Translated from the Russian by E. J. F. Primrose. Translations of Mathematical Monographs, 84. American Mathematical Society, Providence, RI, 1991. x+404 pp. ISBN 0-8218-4536-5.